# Tricyphona cascadensis
Tricyphona cascadensis är en tvåvingeart som först beskrevs av Alexander 1954.  Tricyphona cascadensis ingår i släktet Tricyphona och familjen hårögonharkrankar. Inga underarter finns listade i Catalogue of Life.